# SK Najaden
Simklubben Najaden (SK Najaden) bildades 1917, innan dess hade de varit en damsektion inom Simklubben Göteborg (SKG) åren 1908–1917. Föreningen gick ihop via ett namnbyte med Göteborgs KK 1971, det nya föreningsnamnet blev Göteborgs Kappsimningsklubb Najaden (GKKN).  Den 3 juni 1991 skedde ytterligare ett namnbyte från GKKN till Föreningen Göteborg Sim, detta i samband med att Askim Frölunda Simklubb (ASK) gick in i den "nya" föreningen.

## Verksamhet
Föreningens verksamhet för damer bestod av tävlingssimning och simhopp. Tävlingar och träningar skedde innan Valhallabadets tillkomst mestadels i följande anläggningar: 
- Renströmska Bad- och Tvättanstalten i Haga - Inomhus: byggd 1876, karbad, romerskt bad alt. turkiskt bad, brandhärjades 1903.  - Ombyggd 1906, då det tillkom en 14,47x11,38 m bassäng inklusive ett 5 m hopptorn (äggformad bassäng, djup 1,2 m på sidorna och 3,8 m i mitten).  - Smeknamn: Hagabadet, Ägget och Sumpen.
- Saltholmens Kall- och Varmbadhus i Långedrag - Utomhus: byggt 1908 - Ombyggt 1923 till en simstadion med 50x25 m bassäng, två sviktar, ett hopptorn och 970-1500 st. åskådarplatser. - Där arrangerades flera SM-tävlingar, och var även start/målplats för öppet vatten-simningar (exempelvis Älvsborgssimningen).
- Lisebergsbadet (vid Korsvägen, mittemot Svenska Mässans entré) - Utomhus: Byggt 1935, avvecklat 1956. Bassäng: 36x15 m, djup 0,9 - 4,5 m, kunde värmas upp samt skapas vågor (först i Europa?), undervattensbelysning, 5 och 10 m  hopptorn, 1 och 3 m sviktar. Åskådarplatser: 1200 sittplatser och 600 ståplatser.
- Olika vikar och sjöar i närområdet exempelvis Kåsjön (där det har gått SM i simhopp 1953)
- Valhallabadet (ersatte Hagabadet samt Lisebergsbadet)  - Inomhus: Byggt 1956, bassäng 33x16 m, djup 2,1 - 4,8 m, hydraulisk höj- och sänkbar brygga vid 25 m, hopptorn 5, 7,5 och 10 m, sviktar 1 och 3 m. Åskådarplatser: 1235 sittplatser och 420 ståplatser. 1959 tillkom det romerska badet. 1967 tillkom utomhusbassängen på 50x16 m. 1986 byggdes utomhusbassängen om till en inomhusbassäng på 50x25 m.

## Framgångsrika medlemmar
OS-deltagare
- 1920 – Aina Berg[1] – Brons – 4x100 m Frisim
- 1920 – Jane Gylling[2] – Brons – 4x100 m frisim
- 1920 – Jane Gylling – 6:a – 300 m frisim
- 1920 – Jane Gylling – 6:a – 100 frisim
- 1920 – Karin Leiditz[3] – ? – 5/10 m raka hopp
- 1924 – Aina Berg – Brons – 4x100 frisim
- 1924 – Jane Gylling – ? – 400 m frisim
- 1924 – Hjördis Töpel[4] – Brons – 5/10 m raka hopp
- 1924 – Hjördis Töpel – Brons – 4x100 m frisim
- 1924 – Hjördis Töpel – 7:a – 200 m bröstsim
- 1924 – Hjördis Töpel – ? – 100 m frisim
- 1924 – Hjördis Töpel – ? – 400 frisim
- 1928 – Hjördis Töpel – ? – 5/10 m raka hopp
- 1928 – Ingegärd Töpel[5] – 5:a – 5/10 raka hopp
- 1952 – Anita Andersson[6] (gift Odell) – 6:a – 4x100 m frisim (50 m)
- 1956 – Anita Andersson (gift Odell) – 6:a – 4x100 m frisim? (50 m)
- 1964 – Ann-Charlott Lilja[7] – 5:a – 4x100 m frisim (50 m)
- 1964 – Ann-Charlotte Lilja – 8:e – 400 m frisim (50 m)
- 1964 – Ann-Charlotte Lilja – 14:e – 100 m frisim (50 m)

EM-deltagare
- 1947 – Käte Schierwagen – 5:a – höga hopp
- 1966 – Ann-Charlotte Lilja – Silver – 4x100 m frisim (50 m)
- 1966 – Ann-Charlotte Lilja – Försök – 400 m frisim (50 m)

NM-deltagare
- 1923 – Hjördis Töpel – Guld – 100 m frisim (50 m)
- 1923 – Hjördis Töpel – Guld – 200 m bröstsim (50 m)
- 1923 – Hjördis Töpel – Guld – raka hopp
- 1925 – Hjördis Töpel – Guld – raka hopp
- 1929 – Hjördis Töpel – Brons – 400 m frisim (50 m)
- 1963 – Ann-Charlotte Lilja – Silver – 400 m frisim (50 m)
- 1965 – Ann-Charlotte Lilja – Guld – 400 m frisim (50 m)
- 1965 – Ann-Charlotte Lilja – Brons – 100 m ryggsim (50 m)

Svenska Mästare
- 1918 – Jane Gylling – 100 frisim (50 m)
- 1919 – Jane Gylling – 100 frisim (50 m)
- 1921 – Aina Berg – 100 frisim (50 m)
- 1921 – Jane Gylling – livräddning
- 1922 – Aina Berg – 100 frisim (50 m)
- 1922 – Jane Gylling – livräddning
- 1923 – Hjördis Töpel – 100 frisim (50 m)
- 1923 – Hjördis Töpel – 200 bröstsim (50 m)
- 1923 – Hjördis Töpel – livräddning
- 1924 – Hjördis Töpel – 100 frisim (50 m)
- 1924 – Hjördis Töpel – livräddning
- 1925 – Aina Berg – 100 frisim (50 m)
- 1926 – Aina Berg – 100 frisim (50 m)
- 1930 – Hjördis Töpel – 100 frisim (50 m)
- 1933 – Inger Bredelius – 400 frisim (50 m)
- 1934 – Inger Bredelius – 400 frisim (50 m)
- 1934 – Inga-Lill Hermansson – 200 bröstsim (50 m)
- 1939 – Kerstin Nilsson – 100 ryggsim (50 m)
- 1940 – Inga-Lill Hermansson – 200 bröstsim (50 m)
- 1943 – Inga Lisa Björkqvist – Höga hopp
- 1947 – Käte Schierwagen – höga hopp
- 1947 – Käte Schierwagen – raka hopp
- 1948 – Käte Schierwagen – höga hopp
- 1949 – Käte Schierwagen – höga hopp
- 1950 – Käte Schierwagen – komb. höga hopp
- 1950 – Käte Schierwagen – höga hopp
- 1952 – Käte Schierwagen – höga hopp
- 1962 – Ann-Charlotte Lilja – 800 frisim (25 m)
- 1964 – Ann-Charlotte Lilja – 100 frisim (50 m)
- 1964 – Ann-Charlotte Lilja – 800 frisim (25 m)
- 1965 – Ann-Charlotte Lilja – 400 frisim (50 m)
- 1965 – Ann-Charlotte Lilja – 800 frisim (25 m)
- 1966 – Ann-Charlotte Lilja – 400 frisim (50 m)
- 1966 – Ann-Charlotte Lilja – 200 frisim (25 m)
- 1966 – Ann-Charlotte Lilja – 800 frisim (25 m)